# Pectiniseta torresiana
Pectiniseta torresiana är en tvåvingeart som beskrevs av Adrian C. Pont 1972. Pectiniseta torresiana ingår i släktet Pectiniseta och familjen husflugor. Inga underarter finns listade i Catalogue of Life.